# Înveliș electronic

Tabelul periodic cu învelișurile electronice

În chimie și fizică atomică, un înveliș electronic, sau un nivel energetic principal, reprezintă acea parte a atomului în care electronii orbitează în jurul nucleului atomic. Cel mai apropiat nivel de nucleu este „stratul 1” (denumit și „stratul K”), urmat de „stratul 2” (sau „stratul L”), apoi „stratul 3” (sau „stratul M”), șamd. 
Numărul fiecărui strat din învelișul electronic corespunde unui anumit număr cuantic principal (n = 1, 2, 3, 4 ...) și ele sunt notate alfabetic, începând de la litera K (K, L, M, …).